# Cyclam

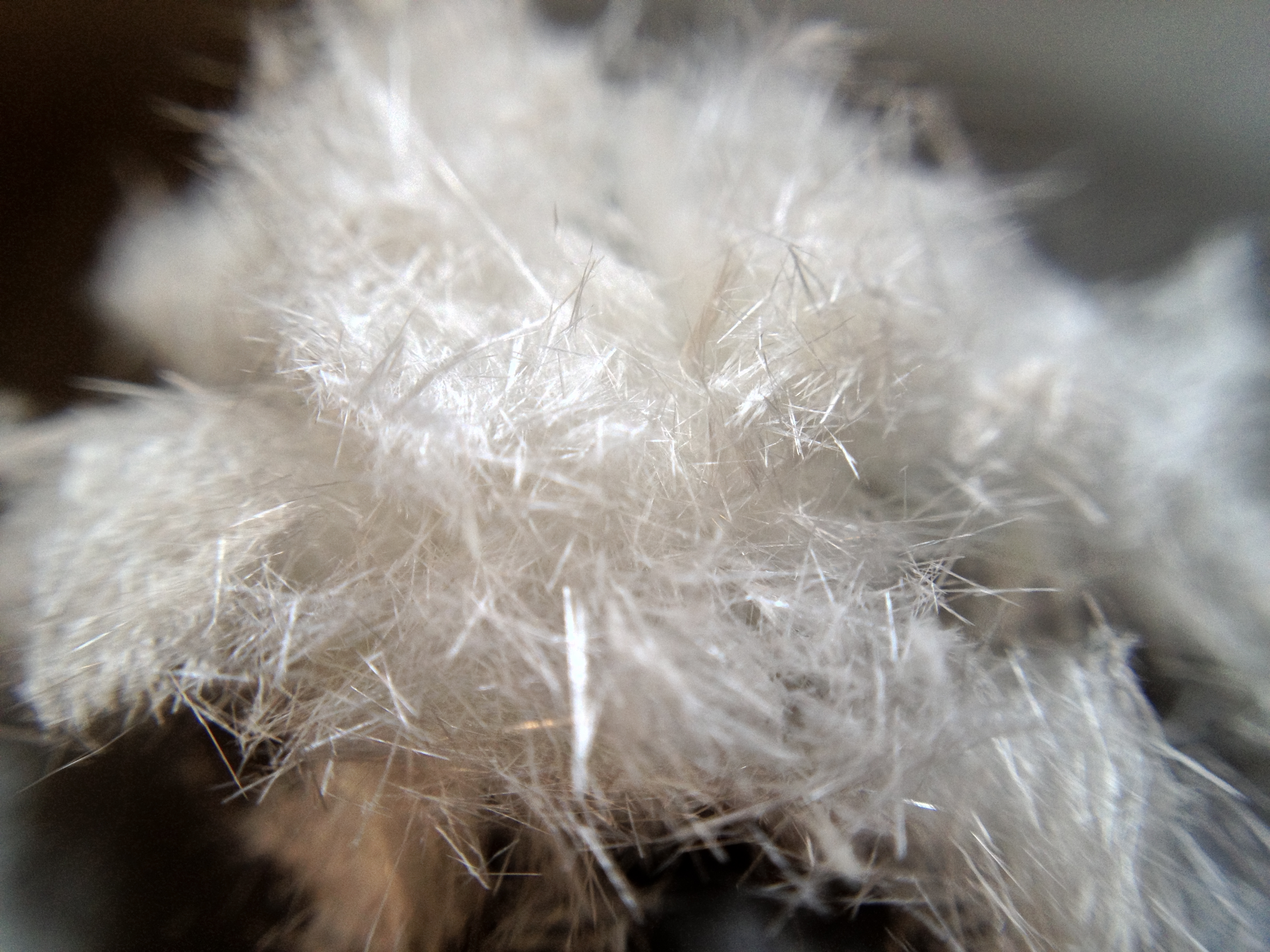
Makro-Aufnahme von Cyclam-Kristallen, rekristallisiert aus Chloroform und Chlorbenzol

Cyclam ist als so genannter Azamacrocyclus das Stickstoffanalogon zum Kronenether 1,4,8,11-Tetraoxa-cyclotetradecan (14-Krone-4) und bildet mit zweiwertigen Ionen von Übergangsmetallen, z. B. Kupfer oder Nickel, stabile Komplexe. Die vier sekundären Aminogruppen des vierzehngliedrigen [14]aneN4-Ring-systems bilden dabei einen vierzähnigen Komplexliganden, dessen Metallchelate in sechs unterschiedlichen diastereomeren Konformationen vorliegen können.
Nickel-Cyclam-Komplexe werden als Katalysatoren für die lichtinduzierte Photoreduktion von Kohlendioxid CO2 zu Kohlenmonoxid CO untersucht.
Cyclamkomplexe mit radioaktiven Isotopen der Übergangs-elemente sind ebenso wie die von stickstoffsubstituiertem
Cyclam als Radiotherapeutika und Radiodiagnostika von Interesse.

## Vorkommen und Darstellung
Die Darstellung von 1,4,8,11-Tetraazacyclotetradecan wurde erstmals 1936 publiziert. In der ersten Stufe wird 1,3-Dibrompropan mit einem Überschuss von 1,2-Diaminoethan in Ethanol in Gegenwart von Kaliumcarbonat zur Reaktion gebracht, wobei hauptsächlich N,N-Bis(2-aminoethyl)-1,3-diaminopropan (1,4,8,11-Tetraazaundecan) als farblose Flüssigkeit mit einer Ausbeute von 39 % bzw. 47 % entsteht.
In späteren Arbeiten wird das Tetraazaundecan anschließend unter Cyclisierungsbedingungen (hohe Verdünnung in ethanolischer Lösung) mit weiterem 1,3-Dibrompropan umgesetzt, wobei das Cyclam in einer Ausbeute von 6 % anfällt, d. h. die Gesamtausbeute beträgt lediglich maximal 3 % mit 1,3-Dibrompropan als teurem Ausgangsstoff. Wie Hermann Stetter und Mitarbeiter zeigen konnten, fällt bei der direkten Reaktion von 1,3-Dibrompropan mit Ethylendiamin nach van Alphen Cyclam nur in sehr geringen Mengen an. Die aufwendige sechsstufige Synthese nach Stetter unter Einsatz der Tosylschutzgruppe und unter Cyclisierungsbedingungen erzeugt Cyclam in einer Gesamtausbeute von ca. 20 %.
Eine auf dem Stetter-Verfahren basierende detaillierte Vorschrift zur Herstellung macrocyclischer Polyamine gibt eine Gesamtausbeute für die Zwischenstufe Tetratosyl-Cyclam von 77 % an.
In der Folgezeit gab es weitere Versuche, die Gesamtausbeute an Cyclam zu steigern und mit günstigeren Vorprodukten seinen Preis zu verringern.
Der Austausch der Tosylgruppen durch Triflylgruppen, die schonender mit Natriumamid in flüssigem Ammoniak abgespalten werden können, liefert Cyclam in 57%iger Ausbeute.
Die Beobachtung, dass Ni2+-Ionen insbesondere mit sekundären Polyaminen stark wechselwirken, legte die Vermutung nahe, dass es dabei zu einer Vororientierung der primären Aminogruppen kommt, die einen Ringschluss zum Cyclam erleichtern sollten. Dieser kinetische „Templateffekt“ des Ni2+-Ions bei der Cyclisierung des 1,5,8,12-Tetraazadodecans mit Glyoxal, anschließender Hydrierung und Komplexierung des Ni2+ durch Erhitzen mit überschüssigem Natriumcyanid (Demetallisierung) erhöht tatsächlich die Gesamtausbeute an Cyclam auf ca. 20 %.
In einer neueren Arbeit wird auf der Templatroute durch Hydrierung mit einer Raney-Nickel-Legierung bei der Cyclisierung mit Glyoxal und Folgereaktionen eine Ausbeute von 67 % erzielt, die bei der Reduktion der intermediär entstehenden Diiminozwischenstufe mit Natriumborhydrid mit 32 % bzw. 39 % Ausbeute nicht erreicht werden kann.
Als interessante Alternativroute mit billigen Ausgangsstoffen erscheint die Michael-Addition von Ethylendiamin an Acrylnitril (60 % Ausbeute), die anschließende Hydrierung der Dicyanoverbindung in Ethanol mit Raney-Nickel zum primären Diamin (60 %), die Cyclisierung des Nickelkomplexes mit Glyoxal in Wasser mit erneuter Hydrierung der Diiminozwischenstufe und schließlich die Demetallisierung des entstandenen Ni2+-Komplexes mit Natriumcyanid (60 %).
Mit einer Gesamtausbeute von 21 % – allerdings ebenfalls unter Verwendung von toxischem Cyanid – erscheint diese Synthese erheblich ökonomischer.
Eine noch stärkere und starrere Vororientierung der für den Cyclisierungsschritt zugänglichen Aminogruppen wird durch die Bis-Aminal-Bildung der 1,4,8,11-Tetraazaundecan-Vorstufe mit 2,3-Butandion bewirkt.
Die Spaltung des Bis-Aminals mit Salzsäure ist erheblich milder und effizienter als die Abspaltung der Tosylgruppen durch Erhitzen mit konzentrierter Schwefelsäure und liefert das Tetrahydrochlorid des Cyclams in 77%iger Gesamtausbeute.

## Eigenschaften
Cyclam fällt als weißes, hygroskopisches und luftempfindliches Kristallpulver oder als Nadeln an, die in Wasser und Methanol löslich sind. Die in Metallkomplexen sechs möglichen Konformationen bestehen in einer Abfolge von fünf- und sechsgliedrigen Chelatringen, wobei die Konformation „trans-III“ die thermodynamisch stabilste ist.
Das im Gegensatz zu anderen cyclischen Tetraminen, die als hygroskopische und CO2-absorbierende ölige Flüssigkeiten oder niedrigschmelzende Feststoffe vorliegen, kristalline 1,4,8,11-Tetraazacyclotetradecan beginnt ab 120 °C zu sublimieren. Es kann zur Reinigung sublimiert oder aus Tetrahydrofuran oder 1,4-Dioxan umkristallisiert werden.
Der pH-Wert einer verdünnten wässrigen Cyclam-Lösung (10 g·l−1) beträgt 12,1.

## Anwendungen
Der makrocyclische Komplexligand 1,4,8,11-Tetraazacyclotetradecan bildet u. a. mit zweiwertigen Kupfer- (logK = 27,2 und Nickelionen (logK = 22,2) stabile quadratisch-planare Komplexe, die in Wasser und Methanol gelbe Lösungen bilden.
Der bei der elektrochemischen Reduktion des Nickel-Cyclam-Komplexes Ni2+(cyclam)Br2 entstehende Ni+(cyclam)-Komplex katalysiert die Umsetzung von Epoxiden mit Kohlendioxid zu cyclischen Carbonaten in hohen Ausbeuten (91 % bei R=Phenyl).
Wegen ihrer Fähigkeit, die elektrochemische Reduktion von Kohlendioxid zu Kohlenmonoxid zu katalysieren, wurden Nickel-Cyclam-Komplexe in der Vergangenheit von mehreren Arbeitskreisen, darunter auch dem von Jean-Pierre Sauvage, bearbeitet. Das aktuelle Interesse an der Nutzbarmachung von CO2 als chemische Rohstoffquelle könnte der Forschung an Metallkomplexen von Cyclam(derivaten) und anderen Azamacrocyclen neue Impulse geben.
Die N-Alkylierung von Cyclam ist oft wenig ergiebig, kann aber durch Umsetzung von Alkyl- und Benzylbromiden in Natronlauge/Acetonitril-Gemisch durch einfaches Schütteln (nicht Rühren!) von Cyclam mit z. B. Propargylbromid bis auf 74 % Ausbeute gebracht werden.
Der Komplexbildner TETA (1,4,8,11-Tetraazacyclotetradecan-1,4,8,11-tetraessigsäure) ist aus Cyclam mit Monochloressigsäure in alkalisch-wässrigen Medium mit 69%iger Ausbeute zugänglich.
TETA bildet sehr stabile Komplexe mit den Erdalkalimetallen Calcium und Strontium und deutlich weniger stabile mit Magnesium.
Eine neuere Arbeit beschreibt eine optimierte Synthese für das ursprünglich als HIV-Therapeutikum entwickelte und nunmehr als Wirkstoff zur Freisetzung von Stammzellen vermarktete Plerixafor (AMD 3100, MozobilTM).
Danach wird bei der Reaktion von Cyclam mit Ethyltrifluoracetat in 10-fachem Überschuss selektiv das dreifach trifluoracetylierte Cyclam erhalten, das mit 1,4-Bis(brommethyl)benzol (p-Xylylendibromid) in einer Gesamtausbeute von 72 % zum Bis-Cyclam AMD 3100 reagiert.
Funktionalisierte Cyclame besitzen ein erhöhtes Bindungsvermögen für stark paramagnetische Ionen, wie z. B. Gadolinium(III), dessen Komplexe als MRT-Kontrastmittel zur medizinischen Diagnostik Verwendung finden. Stabile Komplexe mit radioaktiven Isotopen von Kupfer oder Technetium, wie z. B. 64/67Cu oder 99mTc können kovalent mit Antikörpern verknüpft und zur spezifischen Bekämpfung von Tumorzellen eingesetzt werden.